# Svartbukig astrild
Svartbukig astrild (Pyrenestes ostrinus) är en fågel i familjen astrilder inom ordningen tättingar.

## Utseende och läte
Svartbukig astrild är en knubbig och färgglad astrild med en mycket kraftig, konformad blå näbb. Båda könen har rött på huvud och stjärt, men hanen har en svart grundfärg och mer rött, honan mer brun grundfärg. Lätet är ett metalliskt och explosivt, medan sången är en snabb och lika explosiv melodi. 

## Utbredning och systematik
Fågeln förekommer från Elfenbenskusten till Gabon, norra Angola, östra Kongo-Kinshasa, Tanzania och nordöstra Zambia. Den behandlas som monotypisk, det vill säga att den inte delas in i några underarter.

## Levnadssätt
Svartbukig astrild hittas i en rad olika lummiga biotoper, som skogsbryn och undervegetation, fuktiga buskmarker, våtmarker och plantage. Arten är skygg och anspråkslös i sitt leverne och kan därför, trots sitt utseende, vara svår att se.

## Status
Arten har ett stort utbredningsområde och beståndet anses vara stabilt. Internationella naturvårdsunionen IUCN listar den därför som livskraftig (LC).